# سقنقور بزرگ دشتی
سقنقور بزرگ دشتی (نام علمی: Plestiodon obsoletus) نام یک گونه از تیره سقنقور است. این سنقور در آمریکای شمالی زندگی می‌کند.